# Lycée (école philosophique)
Pour les articles homonymes, voir Lycée.

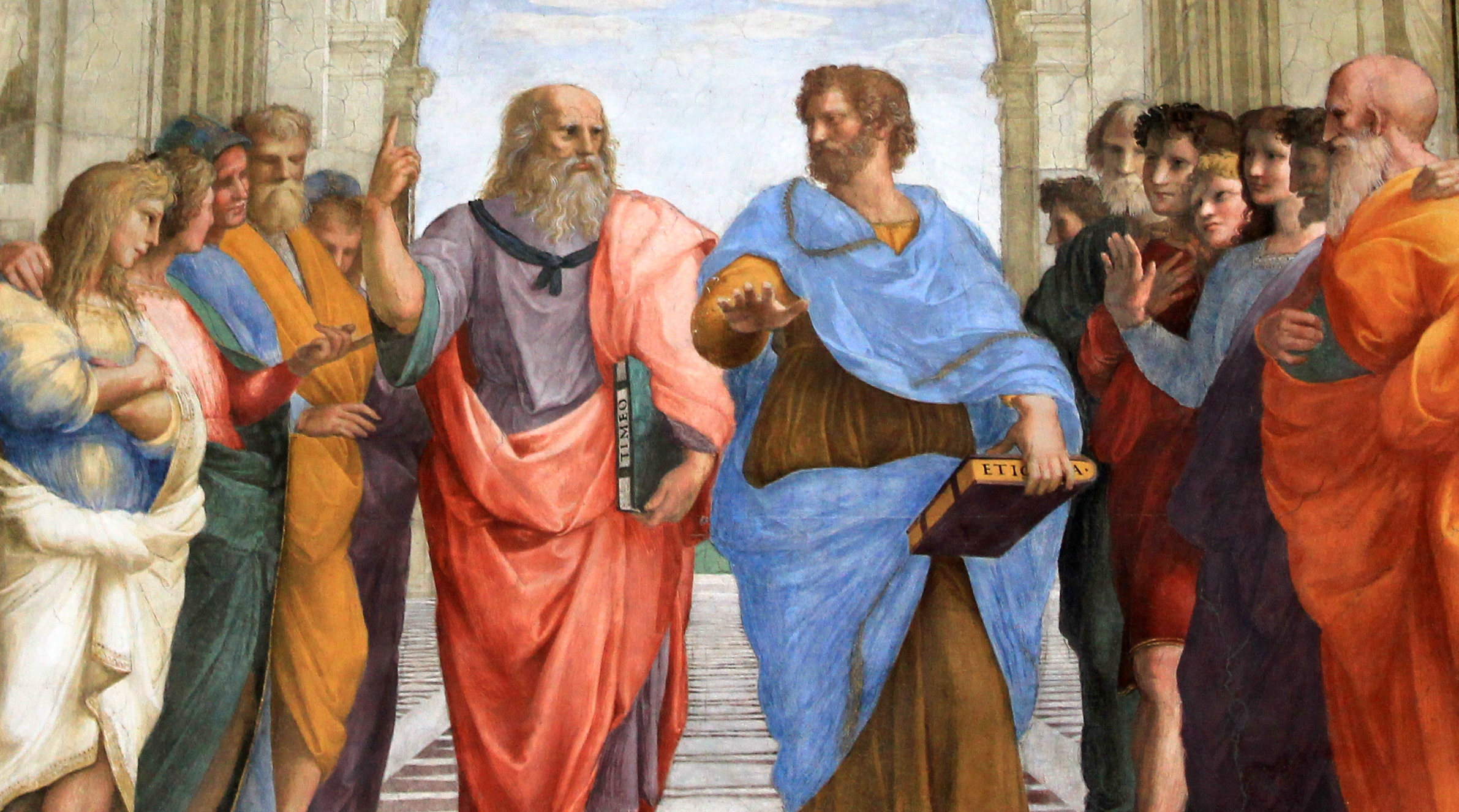
Platon et Aristote devisant. Détail de la fresque de Raphaël L'École d'Athènes (1509-1511).

Le Lycée (en grec ancien Λύκειον / Lúkeion) est l'école philosophique fondée par Aristote à Athènes. On la désigne communément sous le nom d'école péripatéticienne parce que cette école possédait une galerie couverte ou un promenoir planté d’arbres appelé en grec ancien, περίπατος / péripatos, « promenade ». Les disciples d'Aristote furent appelés Λύκειοι Περιπατητικοί / Lukeioi Peripatêtikoi, « ceux qui se promènent près du Lycée », d'où leur nom de péripatéticiens en français.

L'école a été fondée par Aristote en 335 av. J.-C. et ses activités ont pris fin avec Andronicos de Rhodes en 47 av. J.-C. Mais dès 86 av. J.-C., le Lycée est détruit dans l’assaut mené par les troupes romaines de Sylla, au cours du siège contre Athènes, et la bibliothèque d’Aristote est emportée à Rome.
Des travaux entrepris en 1996 pour l'édification d'un musée d'art moderne, en plein centre d'Athènes, ont mis au jour les vestiges du Lycée d’Aristote, ceux du temple consacré à Apollon lycien, ainsi que les ruines de la palestre où les jeunes gens s’entraînaient à la lutte. Ce site est ouvert au public depuis 2014 au sein d'un parc archéologique.

## Une université moderne

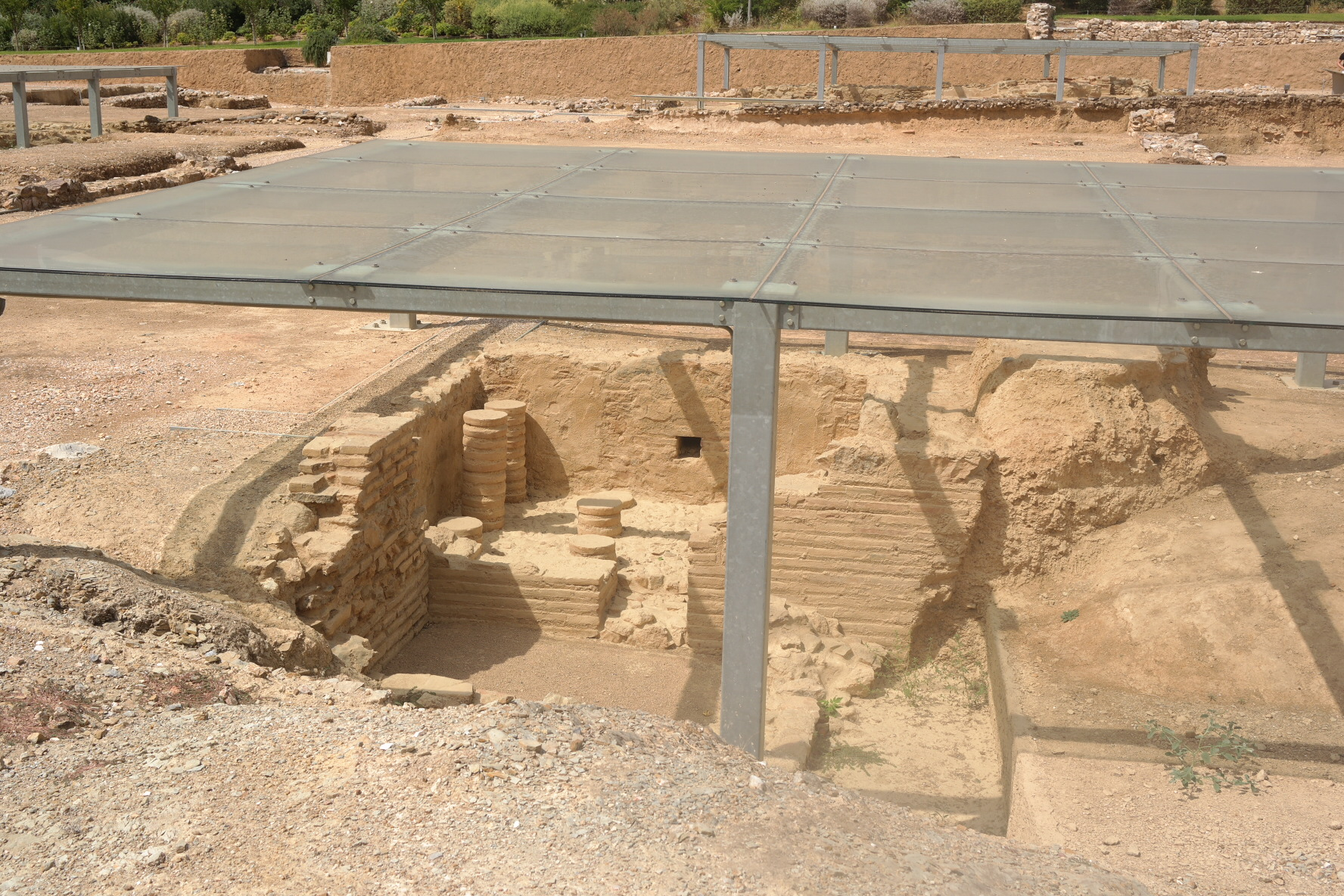
Vestiges archéologiques du Lycée d’Aristote de nos jours.

Situé au nord-est d'Athènes, entre le mont Lycabette et l’Ilissós, le Lycée désigne à l’origine le gymnase, une des grandes constructions de l'époque des Pisistratides, qui se trouvait à proximité du temple d'Apollon lycien. Par extension, le nom de Lycée a désigné le quartier d’Athènes autour de ce gymnase et de ce temple, lieu cher à Socrate qui aimait à s’y promener. Au tout début de la fondation de sa nouvelle école, Aristote dut réunir ses amis dans les couloirs de la palestre au Lycée, puis sans doute en dehors, devant la porte de Diochare à l'Est d’Athènes, c’est-à-dire en un lieu disposant de pièces adaptées et où, depuis longtemps, se réunissaient les sophistes.

### Organisation interne
Le testament de Théophraste fournit quelques détails pour la connaissance du Lycée, car cet élève d’Aristote fut le propriétaire du terrain et des bâtiments de l’école, dont il avait hérité de Démétrios de Phalère : on y trouvait un grand jardin, un promenoir ou péripatos c’est-à-dire une allée plantée d’arbres sous lesquels on déambulait, et plusieurs demeures alentour. Aristote ouvrit son école dans ce grand jardin où se trouvaient un « Musée » ou sanctuaire des Muses avec plusieurs statues, un autel, une bibliothèque et des salles de conférences. Dans le « Musée » (en grec ancien Μουσεῖον / Mouseîon), le culte des Muses était lié à celui des choses de l'esprit. Le Lycée à l'époque d'Aristote, mais surtout sous la direction de Théophraste, était une « fraternité » (en grec ancien θίασος / thiase) vouée à ce culte avec des réunions régulières et des banquets mensuels, appelés syssities, dont Aristote avait codifié le cérémonial pour son école,. Platon dans les Lois mais aussi Aristote ont montré l'importance de ces banquets pour ces communautés politiques, fortement unies ; Aristote en a retracé l'histoire au livre VII de sa Politique. Pour le Lycée, il avait établi des règles de conduite relatives à la boisson (νόμοι συμποτικοί) et aux agapes (νόμοι συσσιτικοί), comme Speusippe et Xénocrate l’avaient fait pour l’Académie de Platon.

### Leçons et entretiens

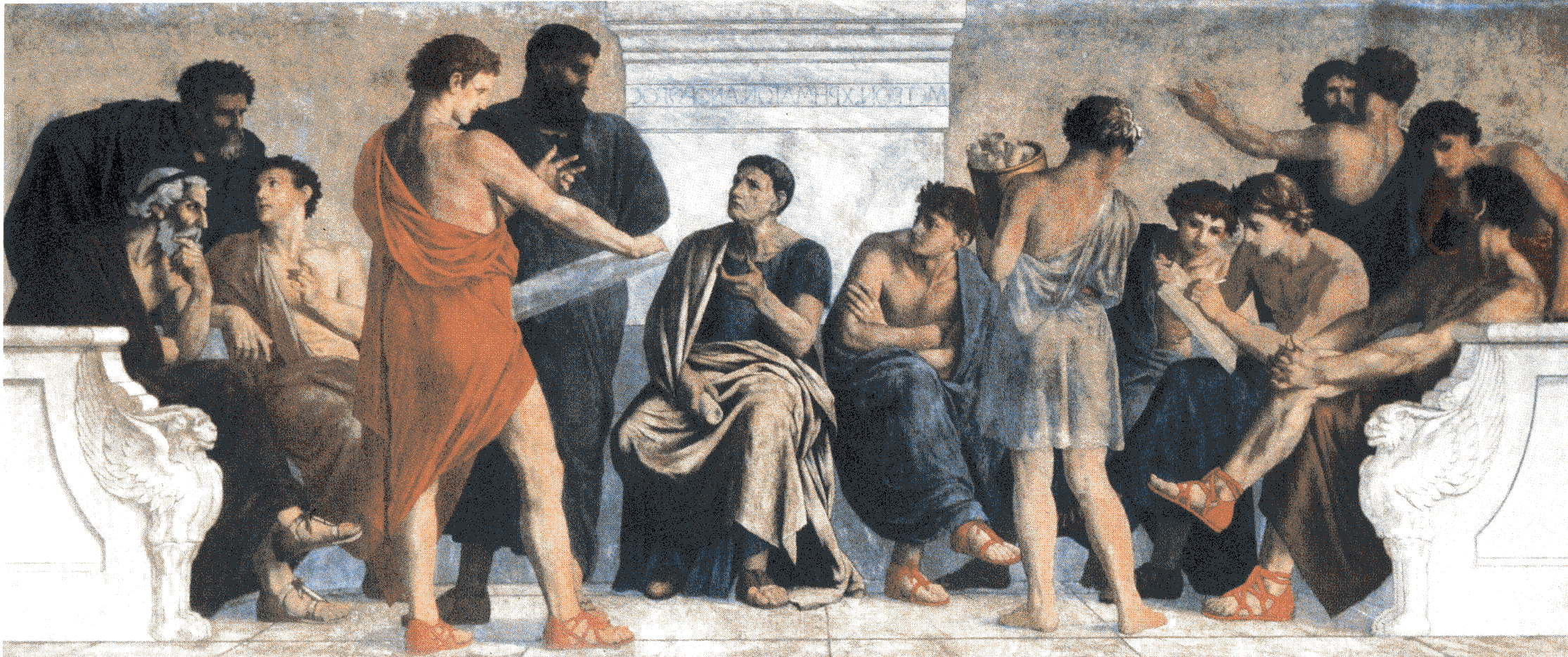
L’École d’Aristote. Fresque de Gustav-Adolph Spangenberg, vers 1883-1888.

Mais au-delà de cette communauté, le Lycée peut déjà apparaître comme . L’école disposait du matériel indispensable aux cours et aux travaux de recherches : tableaux (en grec, πίνακες / pinax), tables anatomiques, cartes géographiques (γῆς περίοδοι), modèles de globe céleste, cartes d’étoiles. La tradition nous apprend qu’Aristote donnait, le matin, ses leçons les plus philosophiques aux étudiants les plus avancés, et l’après-midi, il prodiguait ses entretiens sur la rhétorique et la dialectique devant un large auditoire. Les leçons portaient sur les sujets les plus divers de la recherche scientifique, biologie, et cosmologie, mais aussi sur les grandes questions abstraites de la philosophie, de la métaphysique et des sciences morales. Les cours oraux d’Aristote constituaient des λόγοι / logoi, et les ouvrages qui, de nos jours, reflètent ces leçons sont appelés acroamatiques car ils étaient conçus seulement pour une « audition » (en grec ancien ἀκρόασις / acroasis). Les érudits s'accordent pour reconnaître que des discussions dirigées suivaient cet exposé du Maître, au cours desquelles les auditeurs pouvaient corriger leurs notes et approfondir les questions abordées ; une première rédaction, enrichie des résultats de ces discussions et des précisions apportées par le Maître, permettait au Lycée de conserver l'enseignement donné. Ces rédactions étaient ensuite regroupées sous la forme de monographies ou de traités, les μέθοδοι et les πραγματείαι dont parle Aristote. Ce sont ces groupes de leçons qui fournissaient la matière d’un ouvrage, après les dernières corrections de l’auteur. Mais Aristote revenait constamment sur ses anciens cours, qu’il enrichissait au fur et à mesure de ses travaux successifs.

### Recherche scientifique au sens moderne
Aristote était entouré de plusieurs équipes de chercheurs, au sein desquelles il jouait le rôle de directeur de recherches, définissant les programmes et les tâches, approuvant ou corrigeant les travaux de ses collaborateurs, puis assumant la synthèse des résultats obtenus. Lui-même innove puissamment en élargissant le savoir conceptuel par une méthode d’investigation consistant à appliquer le principe de la forme (en grec ἔνυλον εἶδος) aux réalités particulières. La nouveauté dans les travaux du Lycée et dans le monde grec de cette époque réside en effet dans l’intérêt grandissant pour la recherche empirique : pour la première fois, l’observation et l’étude précise de la nature président à des travaux scientifiques.
En matière littéraire, les recherches historiques et chronologiques effectuées dans les archives politiques et administratives des archontes sont à l’origine de plusieurs traités : Sur les poètes, sur les concours des Grandes Dionysies et des Lénéennes ou encore Sur les problèmes homériques. Ces travaux font du Lycée, sous l’impulsion d’Aristote, le foyer fondateur de la poétique, de la chronologie littéraire et de cette discipline moderne que nous appelons la philologie.
Dans le domaine des sciences de la nature, favorisées par les découvertes faites par l’expédition d’Alexandre en Asie, le Lycée innove totalement et fonde la zoologie. Ainsi ce qui est dit des éléphants dans l’Histoire des Animaux suppose la bataille d'Arbèles en 331, où les Grecs en virent pour la première fois. Ainsi encore, les jeunes étudiants purent-ils pratiquer l’examen minutieux et la dissection des animaux et des plantes, dont témoignent abondamment les cours qui nous sont parvenus sous le titre de Histoire des Animaux, Parties des Animaux et Génération des Animaux, qui sont des œuvres de collaboration entre le Maître et de jeunes membres de l’école. L'étude de la botanique fut confiée, quant à elle, à Théophraste, qui la réalisa en son nom sous le titre Histoire des plantes. Le livre Sur la crue du Nil prouve aussi le rôle joué par les observations directes faites sur le cours supérieur de ce fleuve pour faire progresser la connaissance scientifique des premiers péripatéticiens : « Les inondations ne sont plus un problème, car on a observé que ce sont les pluies qui font déborder le fleuve », annonce un jour Aristote à ses étudiants.
Dans le domaine des sciences politiques, Aristote a défini un programme de recherches pour ses étudiants sur le sujet des constitutions, afin de connaître « quelle constitution a été utile à la cité, quelles constitutions existent chez les autres peuples et quelles formes sont en harmonie avec leurs caractères ». Au terme de ces recherches d’ordre historique ou juridique et constitutionnel, les disciples du Maître et Aristote lui-même purent rassembler une collection d’études sur 158 cités ou peuples d'Europe, d’Afrique et d’Asie, allant de Sinope sur la mer Noire, à Cyrène en Afrique du Nord, en passant par la colonie grecque de Marseille ; les livres II à VII de la Politique étudient les meilleures formes de gouvernement, dégagent les principes de base de toute constitution, et décrivent l’organisation des trois pouvoirs, délibératif, exécutif et judiciaire ; on voit sur ces exemples précis comment le Lycée, sous la direction d'Aristote, invente non seulement le droit constitutionnel comparé, mais fonde aussi les sciences morales et politiques.
L’étendue de la recherche scientifique dans le Lycée a culminé avec la fondation de l’histoire de la philosophie et de l'histoire des sciences. La tâche de collecte, aux dimensions encyclopédiques, des doctrines des savants antérieurs visait à concevoir l'histoire de la connaissance humaine. De nombreux traités d'Aristote comportent un exposé doxographique où Aristote examine les opinions de ses prédécesseurs sur la question étudiée. C'est grâce à ces doxographies que l’on peut de nos jours avoir une idée de la pensée d’auteurs grecs dont l’œuvre ne nous a pas été conservée. Ce travail colossal fait d’Aristote le premier en date des directeurs d’une entreprise encyclopédique. Il fut réparti entre plusieurs collaborateurs : Eudème de Rhodes compila une Histoire de l’arithmétique, de la géométrie, de l’astronomie et de la météorologie, Ménon, une Histoire de la médecine, et Théophraste fut chargé de l’Histoire des systèmes physiques et métaphysiques (en grec Φυσικῶν Δόξαι), qu'il décrivit en dix-huit livres, avec l’aide de « la première collection de livres que nous connaissions sur le sol européen », la bibliothèque d’Aristote.
Ainsi, l’organisation collégiale du travail de recherche, couplée à un souci pour l'enquête empirique, permit d’accroître considérablement le champ du savoir en préfigurant des disciplines scientifiques modernes telles que la philologie, l’étude des archives, la biologie, le droit constitutionnel, ou encore l'histoire des sciences et l'histoire de la philosophie. Dans tous les domaines, l'utilisation d'archives ou des écrits des annalistes, ceux que l'on appelait les atthidographes, a permis aux philosophes du Lycée d’accomplir un « véritable travail scientifique au sens moderne du mot, même s’il reste incomplet ».

### Après la mort d’Aristote
Les successeurs immédiats d’Aristote, en particulier sous la direction de Théophraste, prolongèrent l'impulsion donnée par le Maître, entre autres dans le domaine de la médecine péripatéticienne : le Lycée poursuivit les relations avec les écoles de médecine les plus célèbres, celle de Cnide puis celle d’Alexandrie, ainsi qu’avec Dioclès de Caryste, comme l’avait fait Aristote. Les cours d’anatomie et de physiologie, inaugurés sous Aristote, continuèrent à être dispensés à l’aide de traités médicaux dont nous savons qu’ils étaient illustrés de figures et de dessins. Le médecin Métrodore, qui épousa Pythias, la fille d’Aristote, enseigna sans doute au Lycée et il eut pour élève le grand médecin Érasistrate. Dans le domaine politique, au moment où les successeurs d’Alexandre réduisaient presque à néant l’autonomie des anciennes cités, les péripatéticiens Démétrios de Phalère, Dicéarque de Messène et Aristoxène de Tarente publièrent des ouvrages traitant du droit international et de théories constitutionnelles, dans lesquels le cadre traditionnel de la polis était conservé. Mais dès la deuxième génération des péripatéticiens, l’intérêt pour la politique, l’éthique et la philosophie spéculative abstraite disparut : on ne s’attacha plus qu’à l’érudition, à la rhétorique et à la logique.
L’évolution ultérieure de l’école péripatéticienne est mal connue. Avec Straton de Lampsaque, la métaphysique est expressément bannie. Le Lycée semble avoir vécu une rapide décadence après Lycon.

## Influence et postérité du Lycée

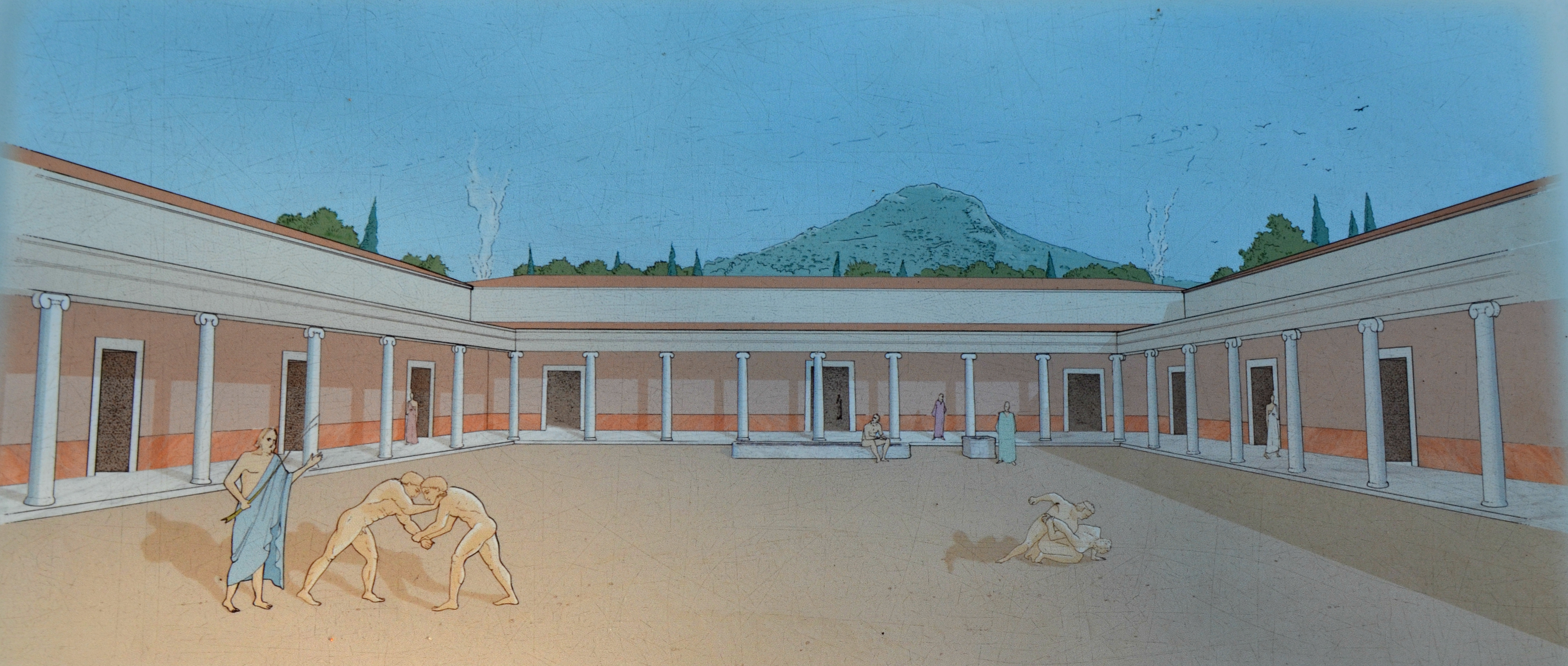
Essai de reconstruction de la palestre du Lycée d'Aristote à Athènes, sur l'emplacement originel, découvert à la suite des fouilles de 1996.

Au cours des cent années qui ont suivi la mort de son fondateur, l'école aristotélicienne du Lycée a exercé une influence intellectuelle importante partout où l’on parlait grec : on le voit au nom des péripatéticiens les plus célèbres et des scholarques, qui viennent presque tous de cités lointaines. Cette influence prend sa source non pas tant dans l’œuvre écrite d’Aristote que dans son activité pédagogique et vivante de professeur, de même que la production littéraire des dialogues de Platon qui ont assuré sa postérité a pour fondement son enseignement oral dans l’Académie. Werner Jaeger rappelle que la somme considérable du savoir aristotélicien n'est déposée ni dans ses traités, ni dans ses dialogues : « Elle consiste dans son influence vivante sur ses élèves, enracinée non dans l’éros platonicien, mais dans le désir de connaître par un effort personnel et d’enseigner aux autres. Séparés de leur créateur et de sa voix, les traités ne pouvaient avoir aucun effet indépendant, et de fait, ils n’en ont pas eu. L’école péripatéticienne elle-même fut incapable de les comprendre une fois que les disciples les plus proches d’Aristote n’étaient plus là pour les expliquer, et au début de l’époque hellénistique, cette masse gigantesque de savoir et de réflexion avait une influence étrangement peu significative. Les traités ne furent pas exhumés avant le Ier siècle av. J.-C. et même alors, les professeurs grecs de philosophie à Athènes ne les ont pas compris. » Les grandes écoles philosophiques qui suivirent, stoïcisme et épicurisme, ont à leur tour attaché plus d’importance à l’enseignement oral qu’à l’expression écrite et littéraire de leur doctrine. Quant à l’organisation du Lycée avec son association « Musée » plus bibliothèque, elle s’est révélée féconde : c’est sur ce modèle que fut fondée la prestigieuse institution d'Alexandrie, considérée comme la première université de l'histoire.

## Disciples et scholarques du Lycée
À l’exemple de l'Académie de Platon, qui réussit à former une élite intellectuelle et morale apte à diriger des cités, ou du moins à devenir d'influents conseillers politiques, Aristote a fait du Lycée une pépinière d'hommes d’État et de conseillers des rois hellénistiques, parmi lesquels on peut citer Démétrios de Phalère.

Parmi les disciples immédiats d'Aristote, ceux qui l'ont fréquenté, figurent : Héraclide du Pont, très lié à l'Académie de Platon ; Théophraste, Aristoxène de Tarente (qui a des affinités avec le pythagorisme), Eudème de Rhodes, Dicéarque de Messène, Phanias, Cléarque de Soles, Callisthène, Léon de Byzance, Clytos de Milet. Puis vinrent Straton de Lampsaque, Critolaos, Diodore de Tyr (scolarque en 118), Ariston, Cratippe, Aristoclès, Andronicos de Rhodes (scolarque en 78), Alexandre d'Aphrodise appelé « le second Aristote » (vers 200).
Le scholarque (ou scolarque) est un directeur d'école, un recteur. Pour ce qui concerne le Lycée, les scholarques successifs furent :
- Aristote, fondateur du Lycée en 335 av. J.-C.
- Théophraste d'Érèse, premier scholarque, recteur, en 322.
- Straton de Lampsaque, deuxième scholarque en 288, maître de l'astronome Aristarque de Samos.
- Lycon de Troade, troisième scholarque en 268 ou 272.
- Ariston de Céos, quatrième scholarque en 224.
- Critolaos de Phaselis, cinquième scholarque vers 155, mais il oriente l'école vers l'éclectisme.
- Diodore de Tyr, disciple de Critolaos, sixième scholarque en 118.
- Xénarque de Séleucie, septième scholarque vers 70 av. J.-C.
- Erymneos
- Andronicos de Rhodes, dernier scholarque (?) , de 65 à 47 av. J.-C., éditeur d'Aristote, en particulier de la Métaphysique en 60.